# Сон Сун Чхон
Сон Сун Чхон (кор. 송순천; 15 января 1934, Сеул, Япония — 15 октября 2019, Республика Корея) — южнокорейский боксёр легчайшей и полулёгкой весовых категорий, выступал за сборную Южной Кореи во второй половине 1950-х годов. Серебряный призёр летних Олимпийских игр в Мельбурне, обладатель бронзовой медали Азиатских игр, участник многих международных турниров и матчевых встреч. Также известен как университетский профессор и спортивный чиновник.

## Биография
Сон Сун Чхон родился 15 января 1934 года в Сеуле. Активно заниматься боксом начал в раннем детстве, проходил подготовку в одном из местных боксёрских клубов. Благодаря череде удачных выступлений удостоился права защищать честь страны на летних Олимпийских играх 1956 года в Мельбурне — в полуфинале легчайшего веса победил чилийца Клаудио Баррьентоса, но в решающем матче проиграл немцу Вольфгангу Берендту.
Получив серебряную олимпийскую медаль, Сон продолжил выходить на ринг в составе национальной сборной, принимая участие во всех крупнейших международных турнирах. Так, в 1958 году он поднялся в полулёгкий вес и побывал на Азиатских играх в Токио, откуда привёз медаль бронзового достоинства. Позже прошёл квалификацию на Олимпийские игры 1960 года в Рим, однако повторить успех четырёхлетней давности не смог, уже во втором своём матче на турнире единогласным решением судей уступил итальянцу Франческо Муссо, который в итоге и стал олимпийским чемпионом.
После завершения спортивной карьеры Сон Сун Чхон окончил Университет Ён-Ин, получил степень доктора философии и в течение 22 лет работал там преподавателем. В поздние годы возглавлял Корейскую олимпийскую ассоциацию.

## Государственные награды
- Орден «За спортивные заслуги» 2 класса Республики Корея — орден Отважного тигра (2019)